# Chiesa di Maria Immacolata (Seneghe)
La chiesa di Maria Immacolata è un luogo di culto che si trova a Seneghe, in via Luigi Zoccheddu. Edificata e consacrata al culto cattolico il 24 giugno 1893, è sede dell'omonima parrocchia e fa parte della diocesi di Oristano. È dedicata a Maria Immacolata oltre che a san Sebastiano, patrono del paese.
La costruzione della chiesa, avvenuta col contributo di maestranze di Seneghe, Cuglieri, Oristano e Santulussurgiu, cominciò alla fine del 1700 e si protrasse per quasi un secolo. La chiesa, di notevoli dimensioni, venne impiantata sul sito di una chiesa preesistente, a sua volta edificata al di sopra di un insediamento nuragico.

## Descrizione
La facciata, timpanata, è segnata da sette paraste. Nello specchio centrale è presente il grande portale sormontato da un finestrone arcuato, decorato con vetrate artistiche. Al centro, sul retro, spicca la cupola a base ottagonale. L'edificio ha pianta a croce latina e presenta una navata unica coperta a botte, rinforzata da tre arcate. Il presbiterio, circoscritto da una balaustra legno colorato come finto marmo, risulta sollevato di circa un metro e cinquanta rispetto al piano della chiesa.
Le diverse cappelle presenti all'interno della chiesa conservano opere pittoriche di Carmelo Floris e Giovanni Ciusa Romagna oltre ad altri affreschi, statue lignee ed un crocefisso databili dal XVI al XX secolo.

## Galleria d'immagini

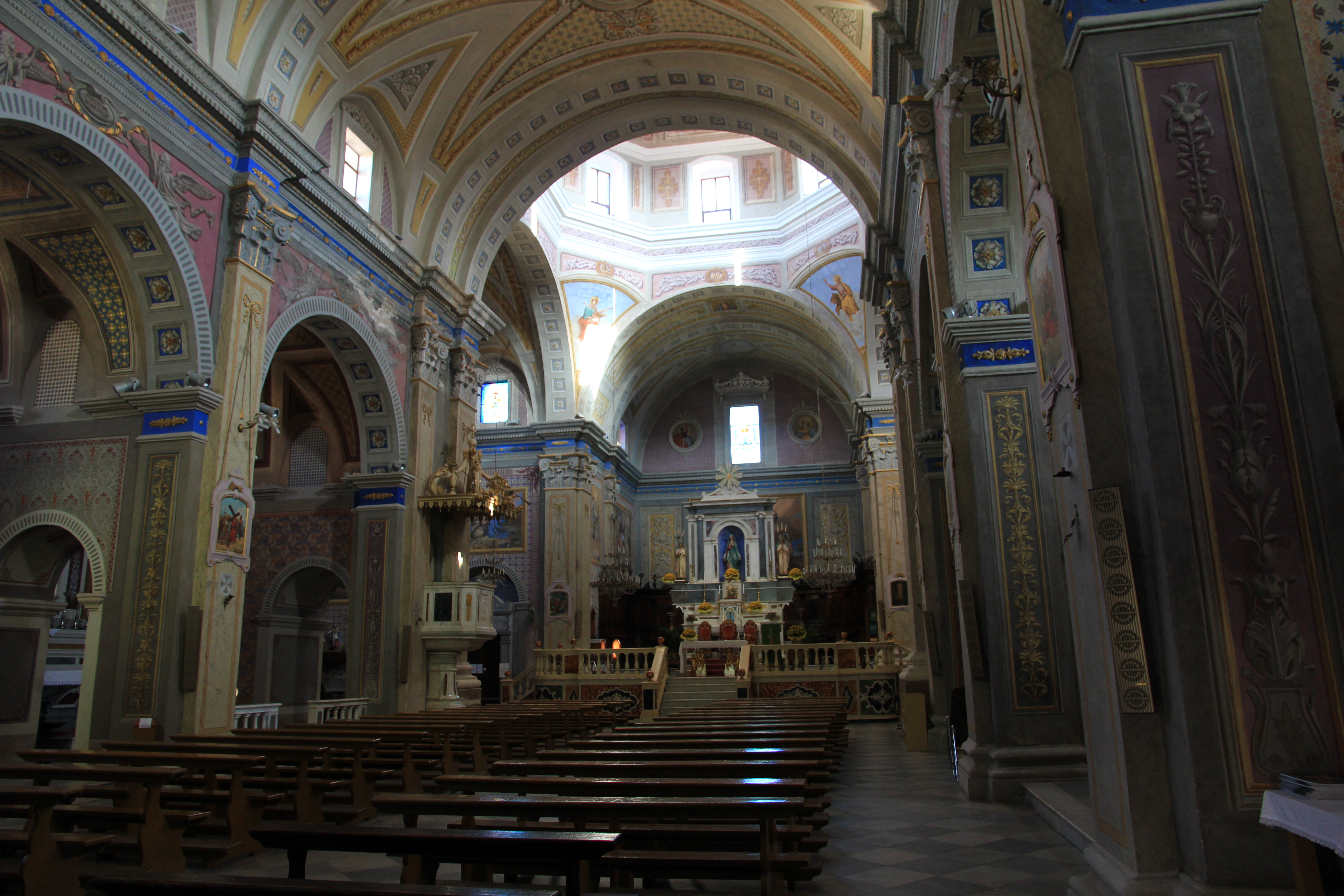
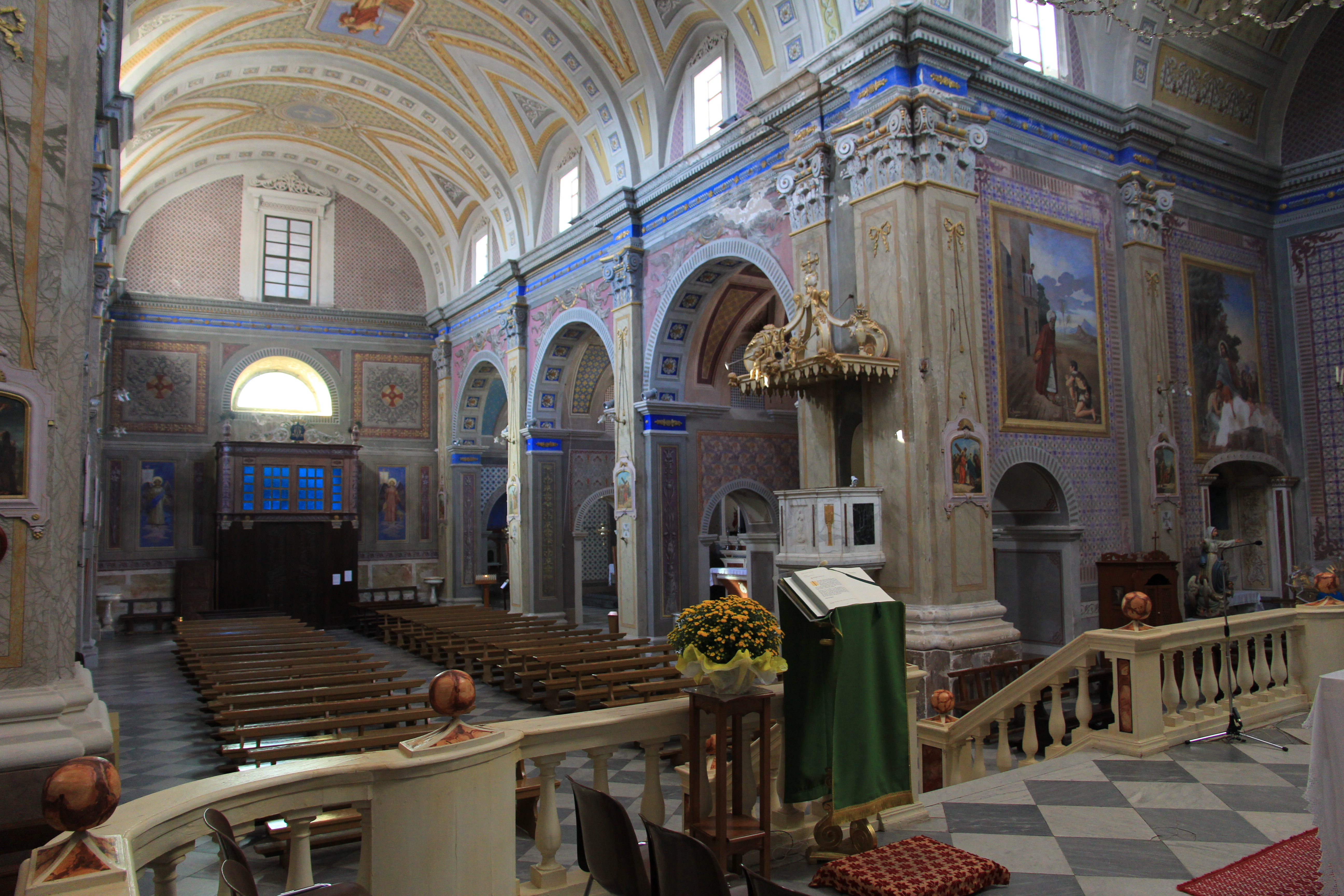
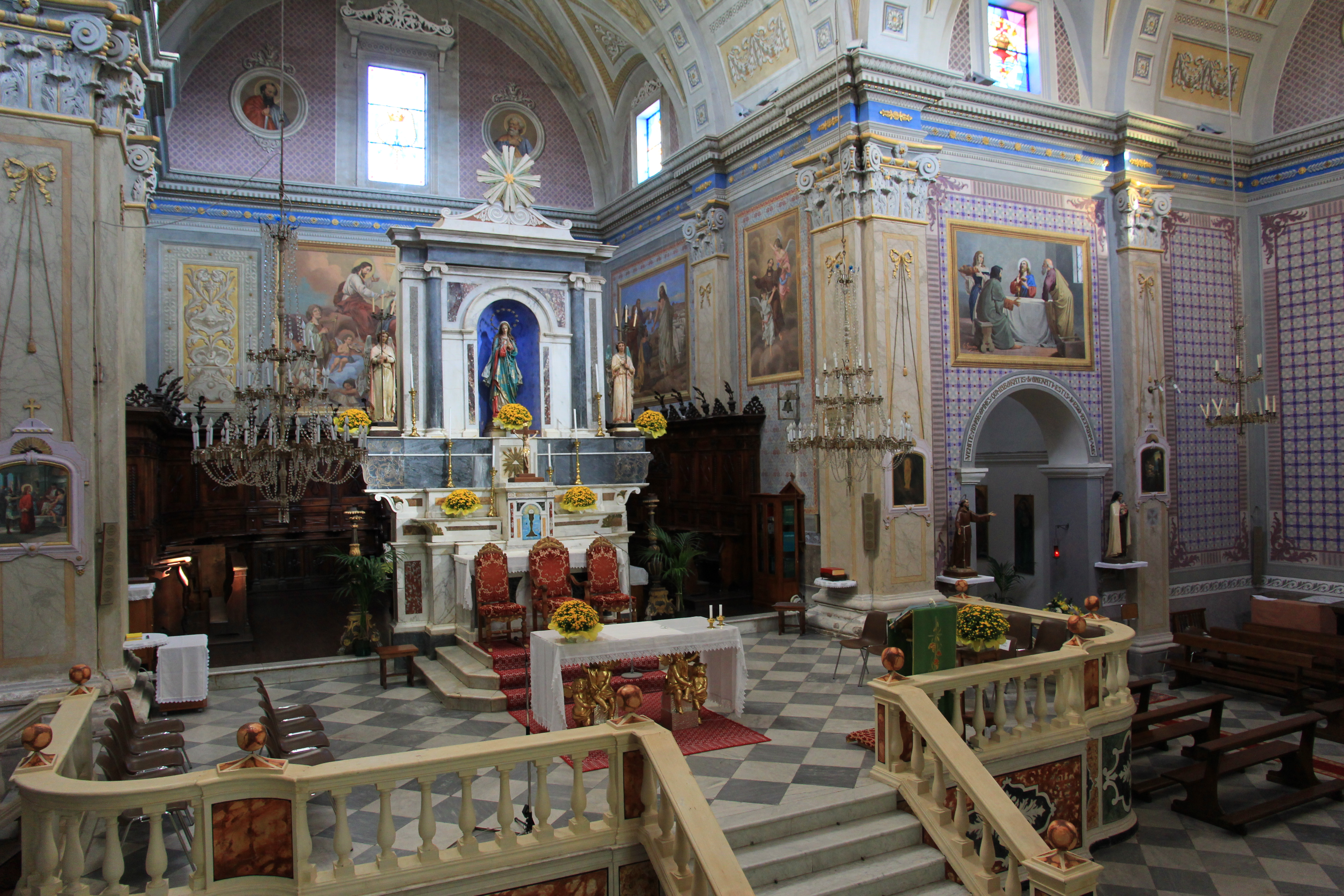
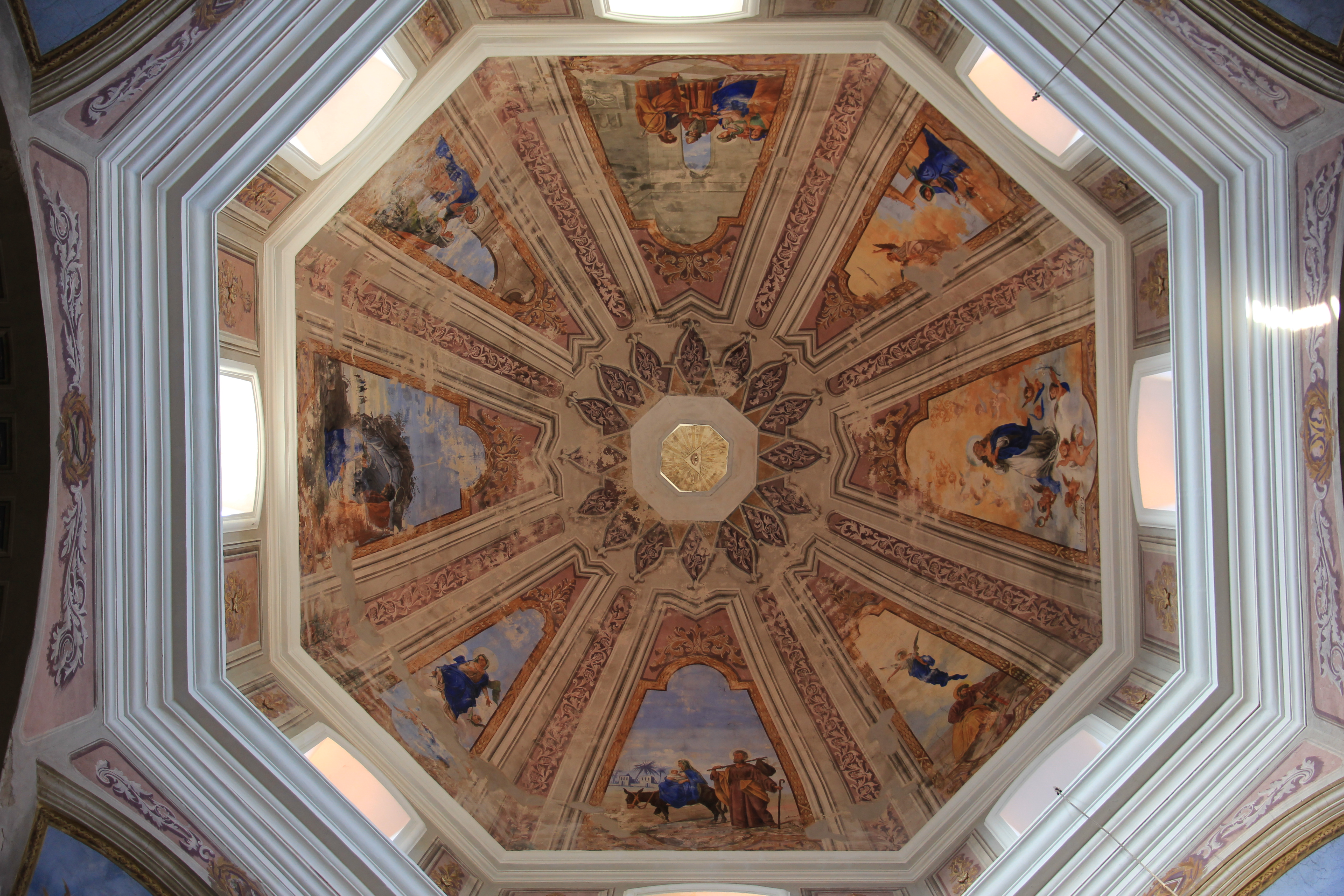